# Brauer-Rennmaus
Die Brauer-Rennmaus (Desmodilliscus braueri) ist ein Nagetier der Familie Langschwanzmäuse und die einzige Art in der Gattung Desmodilliscus.
Dieses Nagetier ist nach dem deutschen Zoologen August Bernhard Brauer benannt.
Die Art ähnelt anderen Rennmäusen im Körperbau. Sie erreicht eine Kopf-Rumpf-Länge von 4 bis 7,5 cm und ein Gewicht von 6 bis 14 Gramm. Der 3,5 bis 5 cm lange Schwanz ist behaart, doch nicht mit einer Quaste am Ende ausgestattet. Die Fellfarbe auf dem Rücken ist sandbraun und wird dann allmählich heller hin zum weißlichen Bauch. Im Gegensatz zu allen anderen Langschwanzmäusen hat die Brauer-Rennmaus drei Backenzähne im Oberkiefer und zwei Backenzähne im Unterkiefer pro Kieferhälfte. Von anderen Rennmäusen unterscheidet sich die Art auch im Schädelbau.
Die Brauer-Rennmaus lebt im nordzentralen Afrika von Mauretanien und Senegal am Atlantik bis Sudan am Roten Meer. Sie hält sich in der Sahel-Zone auf, die durch eine buschbestandene Savanne gekennzeichnet ist.
Der unterirdische Bau dieses Nagetiers besteht aus mehreren Tunneln und Kammern. Die Rennmaus wird meist nachts vor dem Bau beobachtet und versteckt sich darin bei längeren Regenzeiten. Weibchen sind 26 bis 35 Tage trächtig und haben zwei oder drei Junge pro Wurf.
Die IUCN listet die Brauer-Rennmaus als nicht gefährdet (Least Concern).

## Referenzliteratur
- Ronald M. Nowak: Walker's Mammals of the World. 2 Bände. 6. Auflage. Johns Hopkins University Press, Baltimore MD u. a. 1999, ISBN 0-8018-5789-9.